# 水呑百姓
水呑百姓（みずのみびゃくしょう）は、貧しくて水しか呑めないような百姓を指す、江戸時代の貧農の呼称。主に江戸時代の年貢の賦課基準となる石高や役を持たず、自分の土地を所有しない農民を指す。

## 特徴
水呑百姓は田畑を所有していないため年貢などの義務はないが、その代わりに村の構成員とは認められず、発言権も付与されない低い身分となっていた。親族からの身分継承だけでなく、百姓の次男や三男、本百姓から転落した者などもおり、江戸時代の農村の農奴層を形成していた。田畑を持たない彼らは小作人となったり、都市に出稼ぎに行くなどして生計を立てていた。
江戸時代初期には、年貢の他に各種の賦役を負う家が定められた。賦役の負担する量や種類によって、本役・半役・四（小）半役・水役などに分かれていた。これが、本来の百姓だったと考えられている。17世紀半ば以降このような制度は崩れていき、石高を所有して入会地・用水管理などの資格を持つ者が百姓と呼ばれた。石高を持たない者は水呑と呼ばれ、江戸時代後期になると「本百姓」「水呑百姓」などと区分されるようになった。